# Mine Cedar Bay
La mine Cedar Bay est une mine d'or et de cuivre située à Chibougamau dans le Nord-du-Québec, aux abords du lac aux Dorés. Elle est en opération de 1958 a 1990.

## Historique

### Découverte du minerai
En 1922, Gladstone McKenzie, fils du prospecteur Peter McKenzie, découvre le gisement de la mine Cedar Bay, à la baie des Cèdres sur le lac aux Dorés. La Chibougamau McKenzie Mines entreprend des travaux sur le site.
De 1929 à 1934, le claim minier appartient à l'entreprise Chibougamau Prospectors Ltd. qui effectue des travaux d'exploration minière. Le site de la mine est vendu à la Chibougamau Consolidated Goldfields, filiale de l'entreprise Britanno-Colombienne Consolidated Mining and Smelting Company. À l'époque, l'entreprise érige un chevalement et creuse un puits de 522 pieds de profondeur, ainsi que 4532 pieds de galeries. La mine entre en opération en 1935, mais en 1937, la mise ferme ses porte. La décision dite temporaire est causée par les difficultés d'accès au site : il n'y a alors aucune route carrossable entre le lac Saint-Jean et la région du lac Chibougamau,.

### Exploitation
En 1949, une route gravelée est achevée entre Saint-Félicien et Chibougamau. Le boom de la consommation d'après-guerre et l'augmentation des besoins en minerai dans le contexte de la Guerre froide, relance l'intérêt pour les ressources minières de la région du lac Chibougamau. En 1951, la compagnie Campbell Chibougamau Mine (propriétaire de la mine Principale) prend possession de la mine. L'entreprise estime qu'une fois à pleine capacité d'exploitation, la mine pourrait produire jusqu'à 500 tonnes de minerai par jour. La mine commence l'exploitation du gisement en 1958.
En décembre 1957, un mineur meurt après une chute de plus de 40 pieds. En janvier 1960, deux mineurs décèdent dans la même semaine à la suite de deux accidents différents à la mine.
En mars 1962, les mineurs du groupe Campbell Chibougamau Mines (mines Principale, Cedar Bay, Henderson) entrent en grève car ils sont sans convention collective depuis le 28 novembre. Durant les deux journées de grève, un piqueteur est légèrement blessé par un camion franchissant les lignes de piquetage. Les principaux points de litige sont les salaires, le temps de transport pour se rendre à la mine et le paiement des frais syndicaux par la compagnie.
Le 27 février 1968, un bloc de pierre se détache des parois de la mine et tue un mineur. Le 12 mai 1969, un mineur meurt coincé entre la paroi rocheuse et la locomotive au niveau 19 de la mine.
En 1975, devant la baisse des prix du cuivre, le groupe Campbell ralentit les opérations dans ses mines. Elles sont presque temporairement fermées. Durant cette période, la compagnie conserve uniquement les emplois de ses cadres et les reconvertit en mineurs; ainsi 28 des 75 cadres que compte Cedar Bay s'occupent ainsi à raison de 200 tonnes par jour. Dès l'année suivante, en raison de la montée des prix du cuivre, la Campbell procède à l'embauche de mineurs. En 1978, le gouvernement québécois investit une aide financière de 10 millions de dollars à la Campbell afin de favoriser la conservation des emplois et d'être prêt advenant une remontée des prix.
En juin 1983, une caisse de 150 bâtons de dynamite disparait de la mine. La Sûreté du Québec mène l'enquête et n'exclut pas que la découverte récente de bâtons de dynamite dans une résidence montréalaise soit lié à la disparition.
En octobre 1984, 22 mineurs se confinent volontairement pendant plusieurs jours pour protester contre le lock-out décrété par l'entreprise Campbell à la mine Henderson 2, sous prétexte de vandalisme et de baisse de productivité. L'action se déroule en contexte de négociation de convention collective, qui était échue depuis le 1er août. Les mineurs se préparent à y résider longtemps puisqu'ils prennent le temps de poser des décorations de Noël dans la mine. Leurs revendications touchent essentiellement des garanties sur la sécurité d'emploi, l'indexation au coût de la vie et les congés de maladie. L'occupation de la mine pris fin le 7 novembre avec une entente de principe.

### Fermeture
Après 29 ans d'opération et une diminution significative du minerai, la Campbell décide en 1987 d'investir dans la mine pour donner 1000 pieds supplémentaires de profondeur, atteignant alors les 3200 pieds. On parle d'investissement s'élevant à 7,5 millions de dollars. Malgré l'investissement, Enrico Boiocch, vice-président aux opérations de Ressources Camchib, annonce en octobre 1989 la fermeture de la Mine Cedar Bay ainsi que la Mine Henserson 2 avant la fin du mois de décembre; la mine Cedar Bay ayant accumulé un déficit de 2,7 millions de dollars à elle seules dans un contexte de baisse du prix de l'or sur les marchés.
Néanmoins, la mine demeure en activité, bien que difficilement. En effet, en février 1990, la Campbell licencie 20 mineurs. La fermeture officielle et le début du démantèlement survient en juin 1990; 30 employés perdent alors leur emploi, une cinquantaine d'autre emploi sont maintenus pour travailler au moulin ainsi qu'au laboratoire. Au total, de 1958 a 1990, la mine a produit 3,9 millions de tonnes de minerai titrant 1,63% Cu et 3,21g/t Au.

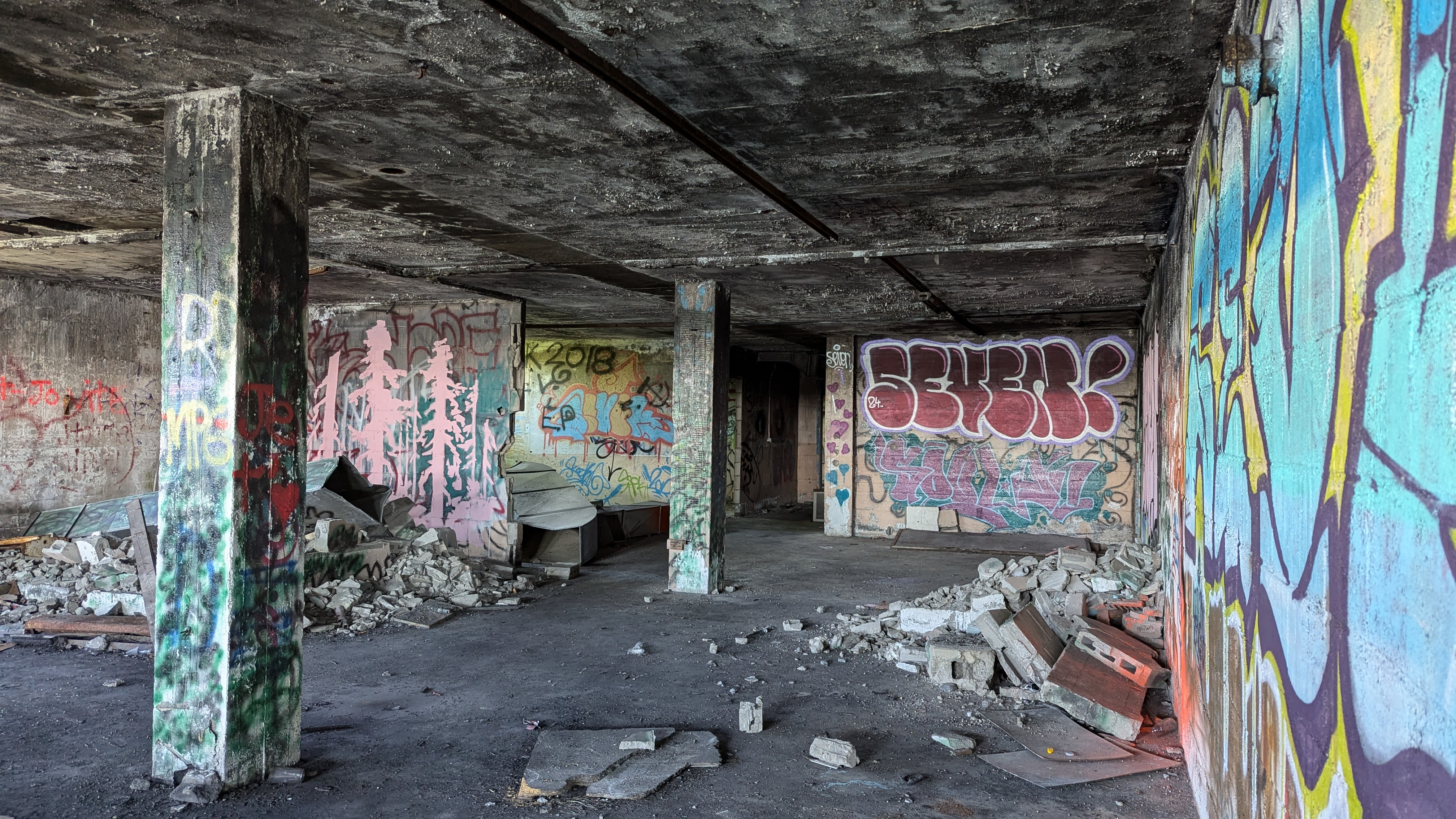
Site désaffecté de la mine Cedar Bay, 2024.

## Projet de relance
Après avoir montré son intérêt pour Cedar Bay en 2021, l'entreprise Doré Copper Mining initie des travaux de forage dans les diverses mines du secteur dont Cedar Bay en 2023. Néanmoins, la mine Cedar Bay demeure aujourd'hui fermée et inscrite sur le registre des mines abandonné en responsabilité réelle au PTSC.

## Toponymie
Le nom de la mine fait référence à la baie des Cèdres (ou Cedar bay), sur le lac aux Dorés.

## Culture
Les installations de la mine Cedar Bay sont représentées dans plusieurs toiles de l'artiste-peintre Jean-Claude Simard représentant le patrimoine minier de Chibougamau,.